# Itancourt
Itancourt est une commune française située dans le département de l'Aisne, en région Hauts-de-France.

## Géographie
Itancourt se trouve au sud-est de Saint-Quentin.

### Communes limitrophes
|           | Neuville-Saint-Amand | Mesnil-Saint-Laurent |
| Urvillers | Itancourt            | Sissy                |
|           | Mézières-sur-Oise    |                      |

### Hydrographie
La commune est traversée par la ligne de partage des eaux entre les bassins hydrographiques Artois-Picardie et Seine-Normandie. Elle n'est drainée par aucun cours d'eau.

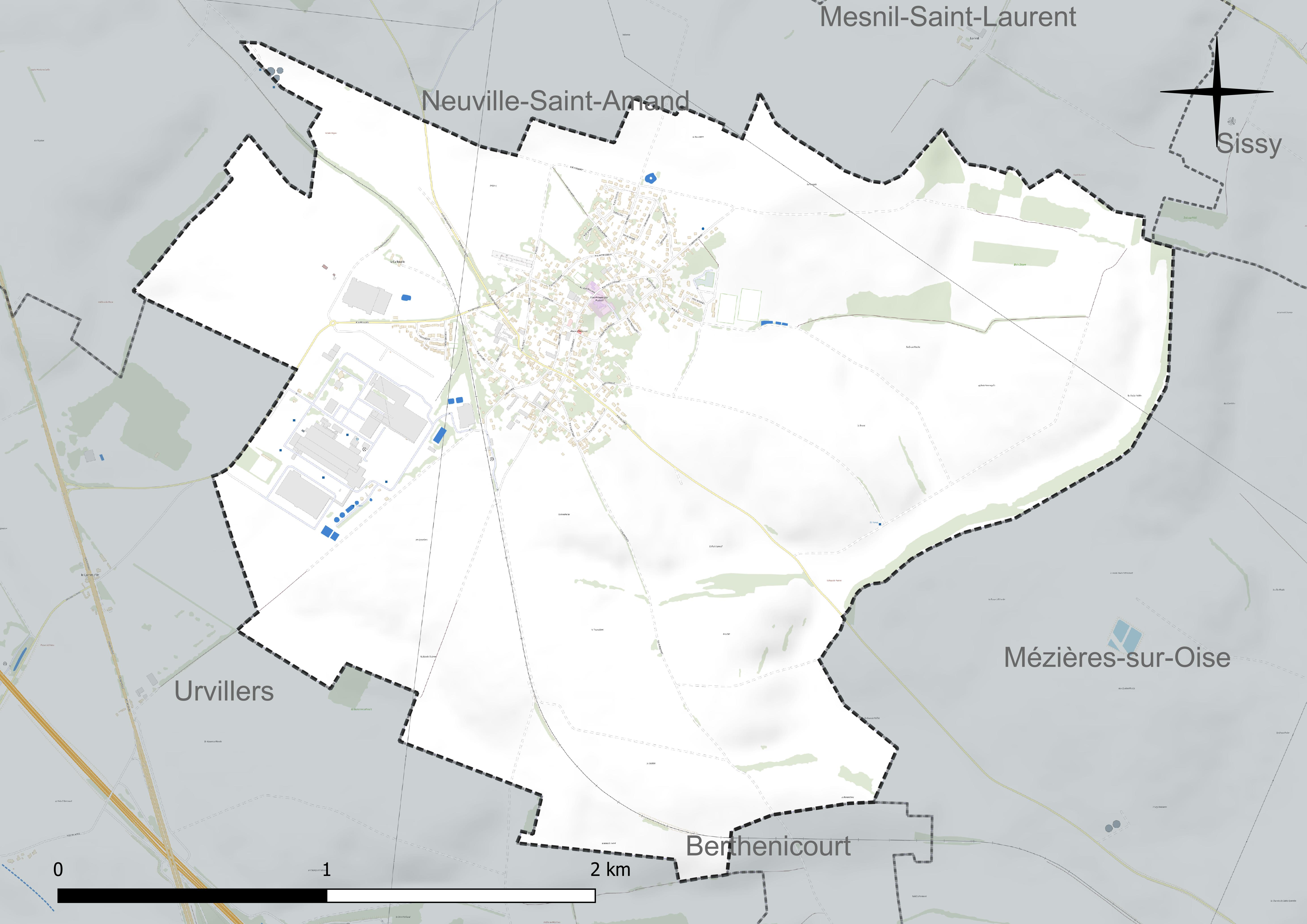
Réseau hydrographique d'Itancourt.

### Climat
Pour des articles plus généraux, voir Climat des Hauts-de-France et Climat de l'Aisne.
En 2010, le climat de la commune est de type climat océanique dégradé des plaines du Centre et du Nord, selon une étude du CNRS s'appuyant sur une série de données couvrant la période 1971-2000. En 2020, Météo-France publie une typologie des climats de la France métropolitaine dans laquelle la commune est dans une zone de transition entre le climat océanique et le climat océanique altéré et est dans la région climatique Nord-est du bassin Parisien, caractérisée par un ensoleillement médiocre, une pluviométrie moyenne régulièrement répartie au cours de l'année et un hiver froid (3 °C).
Pour la période 1971-2000, la température annuelle moyenne est de 10,2 °C, avec une amplitude thermique annuelle de 14,8 °C. Le cumul annuel moyen de précipitations est de 738 mm, avec 11,6 jours de précipitations en janvier et 9,1 jours en juillet. Pour la période 1991-2020, la température moyenne annuelle observée sur la station météorologique la plus proche, située sur la commune de Fontaine-lès-Clercs à 9 km à vol d'oiseau, est de 10,8 °C et le cumul annuel moyen de précipitations est de 683,4 mm,. Pour l'avenir, les paramètres climatiques de la commune estimés pour 2050 selon différents scénarios d'émission de gaz à effet de serre sont consultables sur un site dédié publié par Météo-France en novembre 2022.

## Urbanisme

### Typologie
Au 1er janvier 2024, Itancourt est catégorisée bourg rural, selon la nouvelle grille communale de densité à 7 niveaux définie par l'Insee en 2022.
Elle est située hors unité urbaine. Par ailleurs la commune fait partie de l'aire d'attraction de Saint-Quentin, dont elle est une commune de la couronne,. Cette aire, qui regroupe 120 communes, est catégorisée dans les aires de 50 000 à moins de 200 000 habitants,.

### Occupation des sols
L'occupation des sols de la commune, telle qu'elle ressort de la base de données européenne d'occupation biophysique des sols Corine Land Cover (CLC), est marquée par l'importance des territoires agricoles (84,2 % en 2018), une proportion sensiblement équivalente à celle de 1990 (85 %). La répartition détaillée en 2018 est la suivante : 
terres arables (80,6 %), zones urbanisées (10,2 %), zones industrielles ou commerciales et réseaux de communication (5,6 %), zones agricoles hétérogènes (3,7 %).
L'évolution de l'occupation des sols de la commune et de ses infrastructures peut être observée sur les différentes représentations cartographiques du territoire : la carte de Cassini (XVIIIe siècle), la carte d'état-major (1820-1866) et les cartes ou photos aériennes de l'IGN pour la période actuelle (1950 à aujourd'hui).

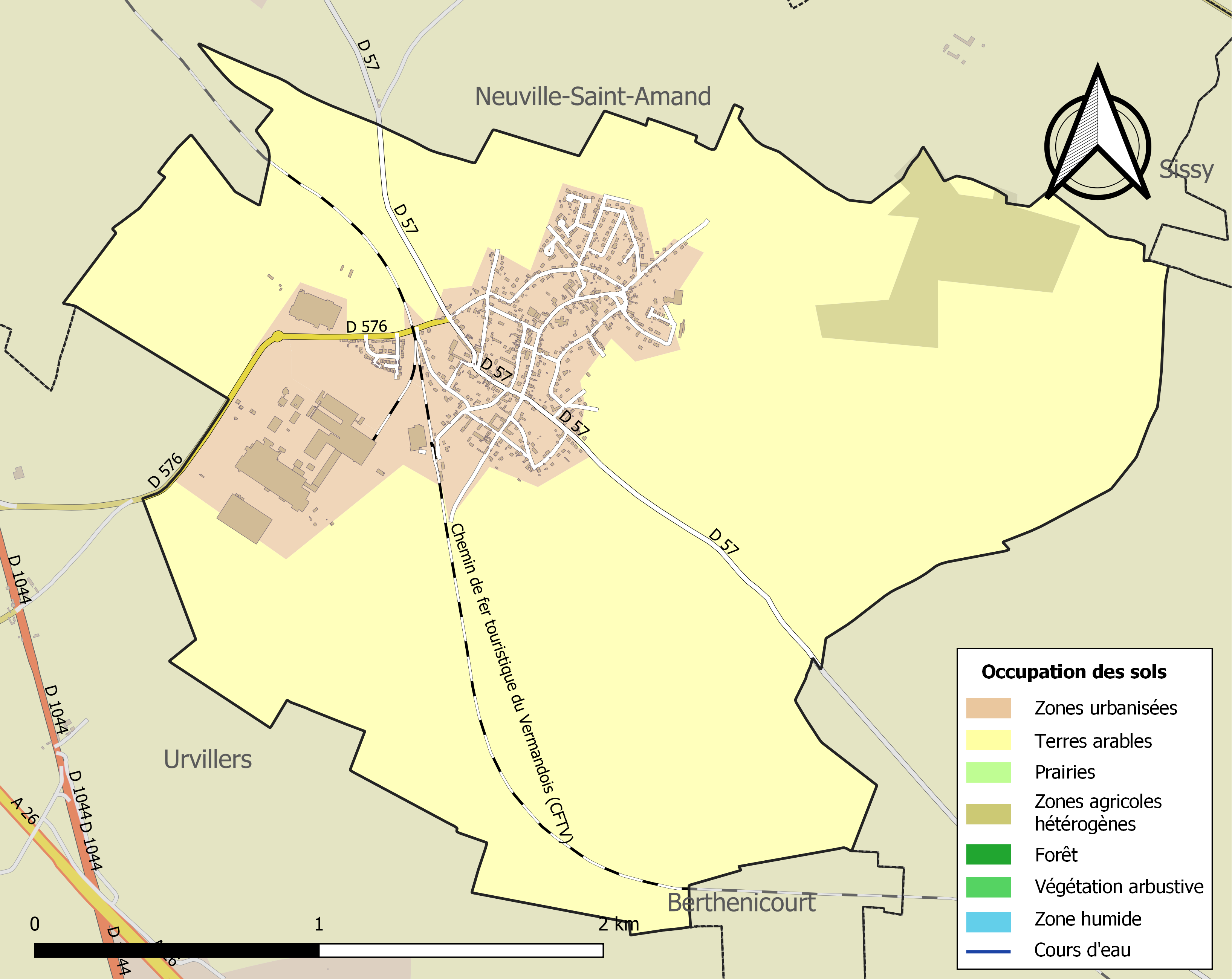
Carte de l'occupation des sols de la commune en 2018 (CLC).

## Toponymie
Le nom du village apparaît pour la première fois en l'an 1298, sous la dénomination de Aintencourt. L'orthographe évoluera encore de nombreuses fois en fonction des différents transcripteurs : Ayntencort, Étencourt, Ataincourt, Ytencourt, Intencourt, Intancourt, Aytancourt, ensuite Itencourt avec un e sur la carte de Cassini au milieu du XVIIIe siècle, puis l'orthographe actuelle Itancourt au XIXe siècle
.

## Histoire
|  |

### Période moderne
La carte de Cassini montre qu'au XVIIIe siècle, Itancourt (écrit Itencourt)  est une paroisse qui n'est traversée par aucun chemin empierré. Deux moulins à vent en bois, disparus de nos jours, sont représentés au nord du village.
 Ces informations peuvent être complétées par la carte du diocèse de Noyon, qui montre que cette paroisse relevait sous l'Ancien Régime de ce même diocèse, et du doyenné de Saint-Quentin. La paroisse se situait par ailleurs sur les confins orientaux du diocèse de Noyon, juste la frontière avec celui de Laon.
Un calvaire en pierre est symbolisé à l'ouest sur la carte de Cassini.

## Période contemporaine
Durant la Première Guerre mondiale, la ligne Hindenburg (tranchée allemande) traverse le village. À l'issue de celle-ci, Itancourt sera entièrement rasée. Les habitants devront reconstruire.
Lors de la Seconde Guerre mondiale, le village sera presque immédiatement occupé par les Allemands dès la « Blitzkrieg » et abandonné par ses habitants au cours de « l'exode ». À l'armistice voulu par le maréchal Pétain dès le 17 juin 1940, les habitants reviendront et devront cohabiter avec l'occupant. Fin août 1944, la 28e division d'infanterie américaine, composant avec la 4e division d'infanterie et la 5e division blindée, le Ve corps de la 1st US Army, progresse rapidement en direction du Nord de la France. La 28e DI délivre Noyon, Chauny jusque Saint-Quentin et les villages environnants dont Itancourt, début septembre 1944.
En 1972, un concours de labour organisé à Itancourt est inauguré par le ministre de l'Agriculture du gouvernement « Messmer », Jacques Chirac.
En octobre 2005, Xavier Bertrand (élu local), ministre de la Santé, et Jean-François Lamour, ministre des Sports, inaugurent le complexe sportif du Parc de la Marquette. En mars 2016, le maire de la commune Julien Dive se fait élire député en remplacement de Xavier Bertrand, et devient alors le plus jeune député-maire de France en exercice à 30 ans.

### Passé ferroviaire du village
|  |  |

De 1874 à 1968, Itancourt a été desservie pour les voyageurs par la ligne de chemin de fer de Saint-Quentin à Guise. qui passait à l'ouest du village et se dirigeait vers Mézières-sur-Oise.
Chaque jour, cinq trains s'arrêtaient dans chaque sens devant cette gare  pour prendre les passagers qui se rendaient soit à Saint-Quentin, soit à Guise (voir les horaires) .
À une époque où le chemin de fer était le moyen de déplacement le plus pratique, cette ligne connaissait un important trafic de passagers et de marchandises. 
La gare en bois avant 1914, fut détruite par les Allemands en 1918 ; elle a été reconstruite dans les années 1920 en brique avec un étage.
À partir de 1950, avec l'amélioration des routes et le développement du transport automobile, le trafic ferroviaire des voyageurs a périclité et la gare a été fermée en 1968 ; elle est devenue une habitation, mais le trafic fret s'est poursuivi pour desservir les industries d'Origny-Sainte-Benoîte.
En 2024, la ligne est toujours en service par les trains de fret, mais elle n'est plus utilisée pour les voyageurs que certains week-ends par le Chemin de fer touristique du Vermandois jusqu'à la gare d'Origny.

## Politique et administration

### Découpage territorial
La commune d'Itancourt est membre de la communauté de communes du Val de l'Oise, un établissement public de coopération intercommunale (EPCI) à fiscalité propre créé le 1er janvier 2014 dont le siège est à Mézières-sur-Oise. Ce dernier est par ailleurs membre d'autres groupements intercommunaux.
Sur le plan administratif, elle est rattachée à l'arrondissement de Saint-Quentin, au département de l'Aisne et à la région Hauts-de-France. Sur le plan électoral, elle dépend du  canton de Ribemont pour l'élection des conseillers départementaux, depuis le redécoupage cantonal de 2014 entré en vigueur en 2015, et de la deuxième circonscription de l'Aisne  pour les élections législatives, depuis le dernier découpage électoral de 2010.

### Administration municipale
| Période                                  | Période                   | Identité            | Étiquette | Qualité                                |
| ---------------------------------------- | ------------------------- | ------------------- | --------- | -------------------------------------- |
| Les données manquantes sont à compléter. |                           |                     |           |                                        |
| 1977                                     | 1991                      | Henri Lapicki       |           |                                        |
| 1991                                     | 2001                      | Jean-Claude Pinchon |           |                                        |
| 2001                                     | 2014                      | Maurice Coutte      |           |                                        |
| 2014,                                    | juillet 2017              | Julien Dive         | LR        | Député de l'Aisne (2e circ.) (2016 → ) |
| juillet 2017                             | En cours (au 28 mai 2020) | Régis Nollet        |           | Réélu pour le mandat 2020-2026         |

## Démographie
L'évolution du nombre d'habitants est connue à travers les recensements de la population effectués dans la commune depuis 1793. Pour les communes de moins de 10 000 habitants, une enquête de recensement portant sur toute la population est réalisée tous les cinq ans, les populations de référence des années intermédiaires étant quant à elles estimées par interpolation ou extrapolation. Pour la commune, le premier recensement exhaustif entrant dans le cadre du nouveau dispositif a été réalisé en 2008.

En 2022, la commune comptait 999 habitants, en évolution de −3,38 % par rapport à 2016 (Aisne : −1,97 %, France hors Mayotte : +2,11 %).
| 1793 | 1800 | 1806 | 1821 | 1831 | 1836 | 1841 | 1846 | 1851 |
| ---- | ---- | ---- | ---- | ---- | ---- | ---- | ---- | ---- |
| 800  | 825  | 845  | 885  | 932  | 848  | 864  | 907  | 901  |

| 1856 | 1861 | 1866 | 1872 | 1876 | 1881 | 1886 | 1891 | 1896 |
| ---- | ---- | ---- | ---- | ---- | ---- | ---- | ---- | ---- |
| 808  | 829  | 790  | 786  | 779  | 797  | 782  | 779  | 689  |

| 1901 | 1906 | 1911 | 1921 | 1926 | 1931 | 1936 | 1946 | 1954 |
| ---- | ---- | ---- | ---- | ---- | ---- | ---- | ---- | ---- |
| 698  | 657  | 637  | 388  | 443  | 448  | 456  | 416  | 512  |

| 1962 | 1968 | 1975 | 1982 | 1990 | 1999  | 2006  | 2008  | 2013  |
| ---- | ---- | ---- | ---- | ---- | ----- | ----- | ----- | ----- |
| 540  | 566  | 671  | 751  | 998  | 1 048 | 1 111 | 1 129 | 1 070 |

| 2018  | 2022 | - | - | - | - | - | - | - |
| ----- | ---- | - | - | - | - | - | - | - |
| 1 028 | 999  | - | - | - | - | - | - | - |

## Lieux et monuments
- On peut, aujourd'hui encore, visiter aux abords du village les vestiges de la Grande Guerre (blockhaus, boyaux de tranchées, etc.).
- Stèle du Maréchal-Leclerc-de-Hautecloque qui rend hommage à la 2e Division Blindée et ses exploits pour la libération de la France.
- Église Saint-Éloi d'Itancourt

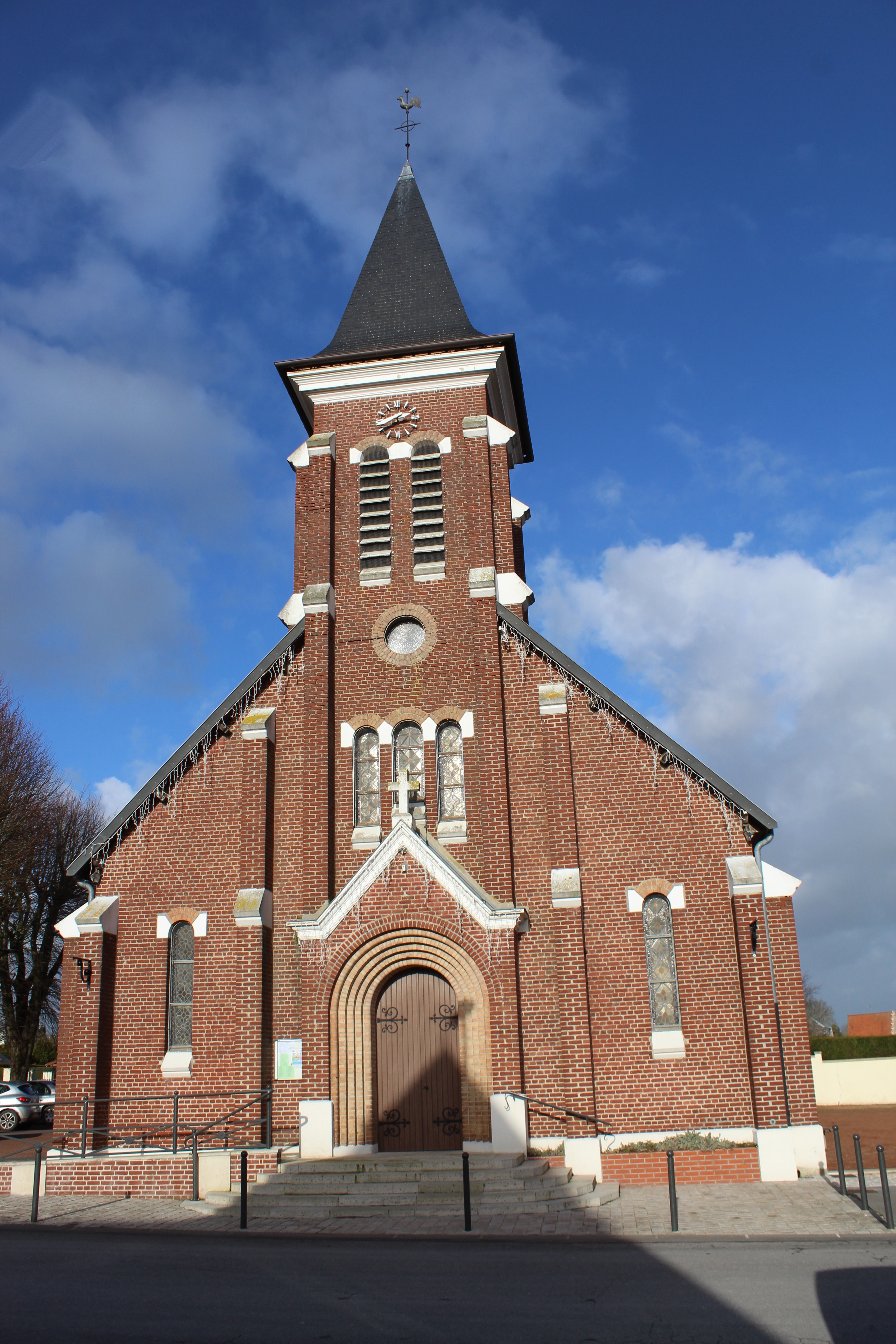
L'église.
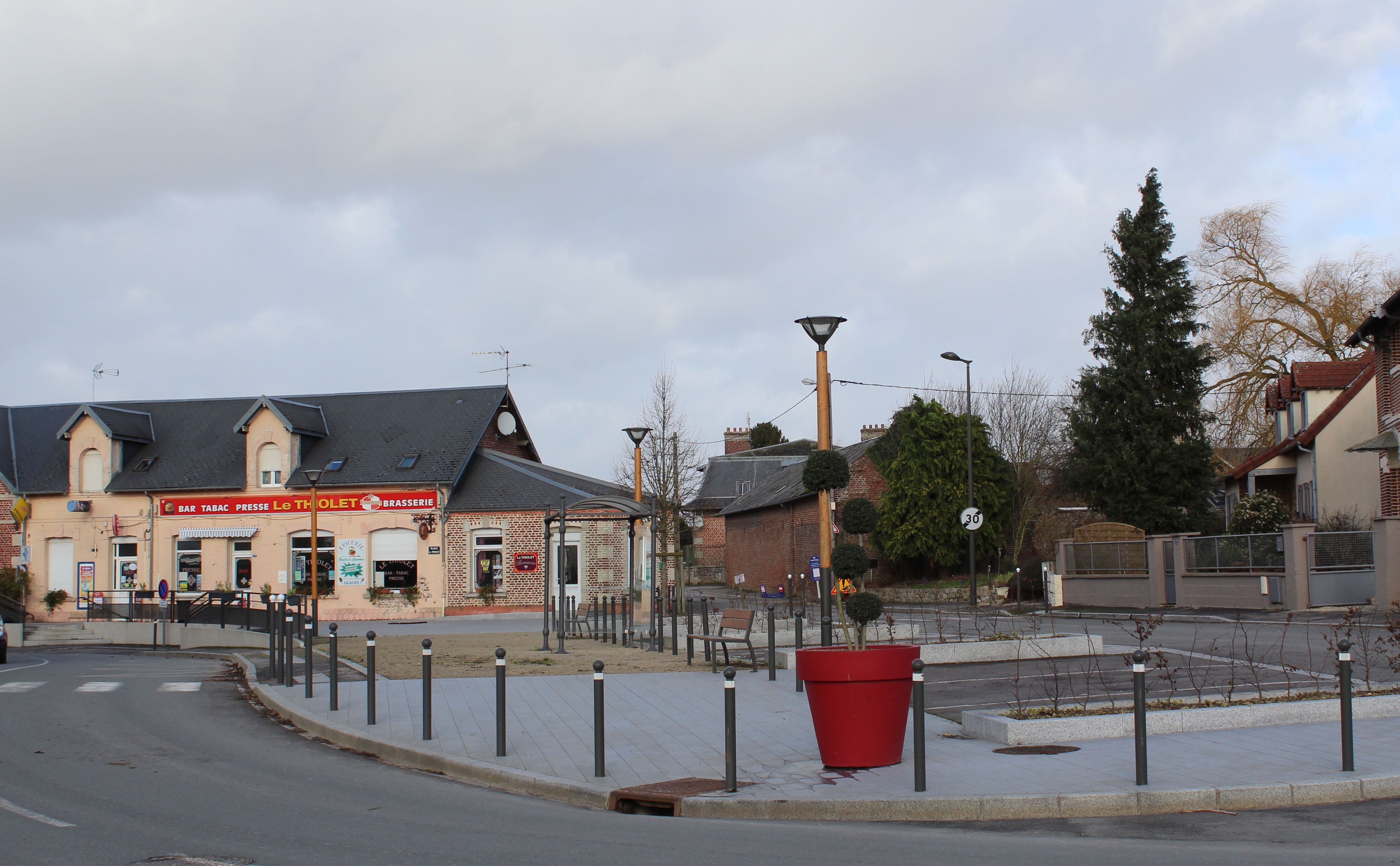
La place.

## Activités associatives, culturelles, touristiques, festives et sportives
Village fleuri : trois fleurs attribuées en 2007 par le Conseil des Villes et Villages Fleuris de France au Concours des villes et villages fleuris.
La commune compte une vingtaine d'associations dont les deux plus anciennes sont :
- le club de football fondé en 1930, les « Écureuils d'Itancourt », devenus aujourd'hui l'Entente Itancourt-Neuville, évoluent en R1 (Division d'Honneur) ligue des Hauts de France ;
- l'association de l'Espérance qui a été créée en 1932 par l'abbé Jean-Le-Gal et qui avait pour mission de dispenser les patronages. Cette association fait office de nos jours de comité des fêtes et est propriétaire de la salle des fêtes construites en 1977 et baptisée salle « Jean-Le-Gal ».